# Avicularia
Avicularia es un género de arañas migalomorfas de la familia Theraphosidae nativas de Sudamérica tropical que incluye varias especies de tarántulas.
Una de las más notables características de las especies Avicularia es su curioso método de defensa. Cuando se sienten atacadas, su primera elección es lanzarse a correr lo más rápido posible y, ocasionalmente, lanzarán un chorro de excremento al blanco que las agrede. Los adultos son capaces de acertar hasta a 1 m (metro) de distancia.
Hay una creencia acerca de que son «arañas voladoras» en las forestas de donde son nativas, pero en realidad son solamente saltadoras. Sus patas, sin embargo, no pueden impulsarse demasiado alto debido a su peso.
Avicularia avicularia es la tarántula más encontrada como mascota.

## Lista de especies
- Avicularia affinis (Nicolet, 1849) (Chile)
- Avicularia alticeps (Keyserling, 1878) (Uruguay)
- Avicularia ancylochira Mello-Leitão, 1923 (Brasil)
- Avicularia anthracina (C.L. Koch, 1842) (Uruguay)
- Avicularia aurantiaca Bauer, 1996 (Perú)
- Avicularia avicularia (Linneo, 1758) (Costa Rica a Brasil)
- Avicularia aymara (Chamberlin, 1916) (Perú)
- Avicularia azuraklaasi Tesmoingt, 1996 (Perú)
- Avicularia bicegoi Mello-Leitão, 1923 (Brasil)
- Avicularia borelli (Simon, 1897) (Paraguay)
- Avicularia braunshauseni Tesmoingt, 1999 (Brasil)
- Avicularia caei
- Avicularia caesia (C. L. Koch, 1842) (Puerto Rico)
- Avicularia cuminami Mello-Leitão, 1930 (Brasil)
- Avicularia detrita (C. L. Koch, 1842) (Brasil)
- Avicularia diversipes (C. L. Koch, 1842) (Brasil)
- Avicularia doleschalli (Ausserer, 1871) (Brasil)
- Avicularia exilis Strand, 1907 (Surinam)
- Avicularia fasciculata Strand, 1907 (Sudamérica)
- Avicularia geroldi Tesmoingt, 1999 (Brasil)
- Avicularia glauca Simon, 1891 (Panamá)
- Avicularia gracilis (Keyserling, 1891) (Brasil)
- Avicularia guyana (Simon, 1892) (Guyana)
- Avicularia hirsuta (Ausserer, 1875) (Cuba)
- Avicularia holmbergi Thorell, 1890 (Guyana Francesa)
- Avicularia huriana Tesmoingt, 1996 (Ecuador)
- Avicularia juruensis Mello-Leitão, 1923 (Brasil)
- Avicularia laeta (C. L. Koch, 1842) (Brasil, Puerto Rico)
- Avicularia leporina (C. L. Koch, 1841) (Brasil)
- Avicularia metallica Ausserer, 1875 (Surinam)
- Avicularia minatrix Pocock, 1903 (Venezuela)
- Avicularia nigrotaeniata Mello-Leitão, 1940 (Guyana)
- Avicularia obscura (Ausserer, 1875) (Colombia)
- Avicularia ochracea (Perty, 1833) (Brasil)
- Avicularia palmicola Mello-Leitão, 1945 (Brasil)
- Avicularia panamensis (Simon, 1891) (México, Guatemala, Panamá)
- Avicularia parva (Keyserling, 1878) (Uruguay)
- Avicularia plantaris (C. L. Koch, 1842) (Brasil)
- Avicularia pulchra Mello-Leitão, 1933 (Brasil)
- Avicularia purpurea Kirk, 1990 (Perú)
- Avicularia rapax (Ausserer, 1875) (Sudamérica)
- Avicularia recifiensis Struchen & Brändle, 1996 (Brasil)
- Avicularia rufa Schiapelli & Gerschman, 1945 (Brasil)
- Avicularia rutilans Ausserer, 1875 (Colombia)
- Avicularia soratae Strand, 1907 (Bolivia)
- Avicularia subvulpina Strand, 1906 (Sudamérica)
- Avicularia surinamensis Strand, 1907 (Surinam)
- Avicularia taunayi (Mello-Leitão, 1920) (Brasil)
- Avicularia tigrina (Pocock, 1903) (Uruguay)
- Avicularia ulrichea Tesmoingt, 1996 (Brasil)
- Avicularia urticans Schmidt, 1994 (Perú)
- Avicularia velutina Simon, 1889 (Venezuela)
- Avicularia versicolor (Walckenaer, 1837) (Guadalupe, Martinica)
- Avicularia violacea (Mello-Leitão, 1930) (Brasil)
- Avicularia walckenaeri (Perty, 1833) (Brasil)